# Pseudodiptera musiforme
Pseudodiptera musiforme is een vlinder uit de familie spinneruilen (Erebidae), onderfamilie beervlinders (Arctiinae). De wetenschappelijke naam van de soort is voor het eerst geldig gepubliceerd in 1918 door Kaye.
Deze nachtvlinder komt voor in tropisch Afrika.